# Lomnice nad Popelkou
Lomnice nad Popelkou település Csehországban, Semilyi járásban. Lomnice nad Popelkou Veselá, Holenice, Bradlecká Lhota, Syřenov, Stružinec, Nová Ves nad Popelkou, Košťálov, Libštát, Kyje, Kněžnice és Železnice településekkel határos. Lakosainak száma 5635 fő (2024. január 1.).

## Népesség
A település lakosságának változását az alábbi diagram mutatja:
| Lakosok száma | 5981 | 5650 | 5966 | 5958 | 6137 | 6135 | 5581 | 5541 | 5486 | 5635 |
|               | 1869 | 1890 | 1921 | 1950 | 1980 | 2001 | 2017 | 2019 | 2022 | 2024 |